# Attiés
Els attiés són els membres d'un grup humà del sud-est de Costa d'Ivori que tenen com a llengua materna l'attié. A Costa d'Ivori hi ha entre 381 i 573.000 attiés. El seu codi ètnic és NAB59a i el seu ID de grup ètnic és el 10483.

## Situació geogràfica i pobles veïns
El territori attié està a les subprefectures d'Anyama, Alépé (els dos en els suburbis d'Abidjan), Adzopé, Affery, Affery, Agou i de Yakassa-Attobrou, a la regió de la Mé, que forma part del Districte de Lagunes i al sud-est del Districte dels Llacs. Segons l'ethnologue, 34.000 attiés viuen a Abidjan.
Segons el mapa lingüístic de l'ethnologue, el territori attié és una gran porció de terra a l'oest del riu Comoé, des de pocs quilòmetres al nord d'Abidjan fins a pocs quilòmetres al sud-oest d'Abengourou. A l'est els attiés limiten amb els anyins i els abures, que viuen a l'est; amb els ebriés que viuen al sud; amb els abés, que viuen a l'oest i amb els anyin morofos, que viuen al nord i al nord-oest.

## Llengües
La llengua materna dels attiés és l'attié. A més a més, també parlen el francès (llengua oficial de Costa d'Ivori), l'abé, el baule, l'anyin, l'ebrié i el jula.

## Religió
El 70% dels attiés són cristians, el 22% són musulmans i el 8% creuen en religions africanes tradicionals. El 60% dels attiés cristians pertanyen a esglésies independents, el 20% són catòlics i el 20% són protestants. Segons el joshuaproject, el 10% dels attiés cristians pertanyen al moviment evangèlic.